# Elecciones generales de Honduras de 1911
Las elecciones generales de Honduras de 1911, se realizaron para el cambio de autoridades gubernamentales como ser: 
- Presidente de Honduras: Jefe de Estado de Honduras que ejercerá las funciones de dirección del Poder Ejecutivo de Honduras por mandato del pueblo.
- Diputados al Congreso de Honduras.
- Alcaldes municipales.

## Candidato ganador
El general Manuel Bonilla se llevó las elecciones en las que el Partido Liberal de Honduras no quiso participar, debido a que se aducía un fraude a todas luces; el vicepresidente de Bonilla fue Francisco Bográn Barahona, quien renunció después de los comicios. 
Es de recalcar que el Partido Nacional de Honduras no estaba organizado como una institución política seria; en el mes de marzo de 1913, el presidente general Bonilla, tuvo que dejar la administración en manos de su vicepresidente Bertrand Barahona por motivos de enfermedad, Bonilla recayó y falleció.